# Where There's a Will There's a Way
Where There's a Will There's a Way è un cortometraggio muto del 1914 diretto da Hobart Henley.

## Produzione
Il film fu prodotto da Carl Laemmle per l'Independent Moving Pictures Co. of America (IMP).

## Distribuzione
Distribuito dall'Universal Film Manufacturing Company, il film uscì nelle sale cinematografiche statunitensi il 9 aprile 1914.